# Philoria pughi
Philoria pughi es una especie de anfibio anuro de la familia Limnodynastidae.

## Distribución geográfica
Esta especie es endémica del noreste de Nueva Gales del Sur en Australia. Se encuentra en la cordillera de Gibraltar por encima de los 600 m sobre el nivel del mar.

## Etimología
Esta especie lleva el nombre en honor a Dailan Pugh, por su acción para proteger el hábitat de esta especie.

## Publicación original
- Knowles, Mahony, Armstrong et Donnellan, 2004: Systematics of sphagnum frogs of the genus Philoria (Anura : Myobatrachidae) in eastern Australia, with the description of two new species. Australian Museum Scientific Publications, Records of the Australian Museum, vol. 56, p. 57-74[4]